# Trąbka, pompka i lewarek
Trąbka, pompka i lewarek – trzeci singel grupy Voo Voo promujący album Nowa płyta.

## Notowania
| Lista                              | Pozycja |
| ---------------------------------- | ------- |
| Lista Przebojów Programu Trzeciego | 23      |
| Aferzasta Lista Przebojów          | 28      |